# 보발롱구

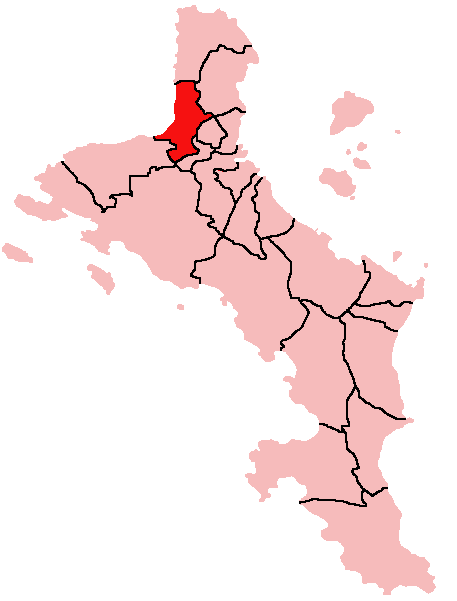
보발롱구의 위치

보발롱구(프랑스어: Beau Vallon)는 세이셸을 구성하는 25개 구 가운데 하나로 마에섬에 위치한다. 면적은 4.3km2, 인구는 3,797명(2002년 기준)이다.